# 34th Infantry Division
La 34ª Divisione di fanteria (in inglese 34th Infantry Division) è una divisione di fanteria dell'Esercito statunitense che combatté durante la seconda guerra mondiale nel Nordafrica e poi con grande impiego di forze in Italia. Negli anni 2000 stata impiegata nella guerra in Iraq.

## Storia

### La prima guerra mondiale
La divisione venne fondata come 34ª Divisione della National Guard nell'agosto del 1917, comprendendo unità dal Dakota del Nord, Dakota del Sud, Iowa e Minnesota. La 34th Division giunse in Francia nell'ottobre del 1918 ma troppo tardi per prendere parte alle azioni belliche che terminarono il mese successivo.

#### Comandanti
- Maggior generale A. P. Blacksom (25 agosto 1917)
- Brigadiere generale F. G. Mauldin (18 settembre 1917)
- Maggior generale A. P. Blacksom (10 dicembre 1917)
- Brigadiere generale F. G. Mauldin (8 maggio 1918)
- Brigadiere generale John A. Johnston (26 ottobre 1918)

### La seconda guerra mondiale

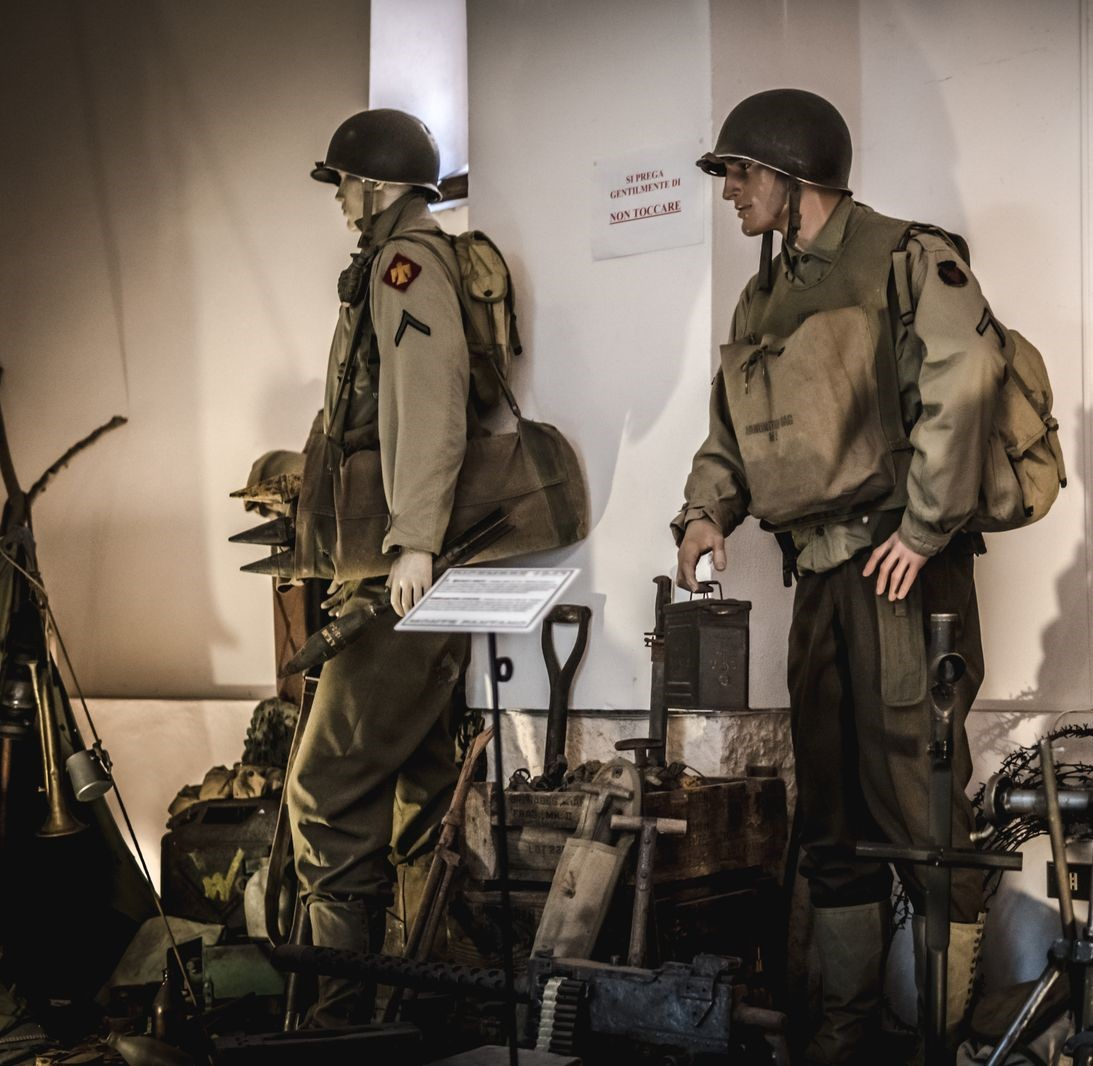
Riproduzione di un soldato della 45th Infantry Division e di un soldato della 34th Infantry Division sul fronte (Museo WinterLine, Venafro)

Come altre divisioni dell'esercito statunitense, la 34th Division venne riorganizzata su tre reggimenti, invece dell'originale struttura organica su quattro reggimenti, prima di poter entrare in azione sul campo di battaglia. Al proprio interno essa comprendeva il 133rd, 135th ed il 168th Infantry Regiment.
Il primo contingente si imbarcò a Brooklyn il 14 gennaio 1942 e salpò dal porto di New York il giorno successivo. Il gruppo iniziale era composto da 4.508 uomini e giunse alle 12:15 del 26 gennaio 1942 a Dufferin Quay, Belfast, sotto il comando del maggior generale Russell P. Hartle. La divisione venne ricevuta da una delegazione che includeva il governatore generale dell'Irlanda del Nord, il duca di Abercorn, il primo ministro irlandese John Miller Andrews, il comandante delle truppe britanniche nell'Ulster, generale G. E. W. Franklyn, ed il segretario di stato per l'aviazione Sir Archibald Sinclair).
Qui la divisione iniziò il proprio addestramento e l'8 novembre 1942 giunse in Nord Africa per partecipare all'Operazione Torch. Il gruppo sbarcò ad Algeri e alcuni suoi elementi presero subito parte ai combattimenti nella regione, da quello della stazione di Sened, a quello di Passo Faid, da Sbeitla alla collina di Fandouk. Nell'aprile del 1943 la Divisione assaltò la Hill 609, prendendola il 1º maggio successivo e portandosi poi su Passo Chouigui e poi verso Tebourba e Ferryville.
La divisione venne quindi impiegata per lo sbarco a Salerno. La 151st FA Bn. fu la prima a sbarcare il 9 settembre 1943, seguita poi il 25 settembre dalle altre divisioni. Preso contatto coi nemici presso il fiume Calore, il 28 settembre 1943 la 34ª divisione, come parte del U.S. II Corps, si portò a nord per prendere Benevento, attraversando il Volturno tra ottobre e novembre ed assaltando il Monte Pantano il 9 dicembre conquistando quella posizione. Nel gennaio del 1944, la divisione fece ritorno sulla linea di battaglia del II Corps presso la Linea Bernhardt con scopo difensivo. Fortunatamente, dopo alcuni brevi scontri presso la collina di Mignano, la divisione fu in grado di conquistare Monte Trocchio senza alcuna resistenza da parte dei difensori tedeschi e si appressò alla Linea Gustav. Il 24 gennaio 1944, durante la Battaglia di Monte Cassino fecero pressione sul fiume Rapido ed attaccarono la collina del monastero che dominava la città di Cassino. Giunta all'80% delle perdite dei suoi uomini, la divisione venne ritirata dalle sue posizioni tra l'11 ed il 13 febbraio 1944.
Dopo un periodo di riposo e riabilitazione, la divisione prese parte allo sbarco di Anzio il 25 marzo 1944, mantenendo posizioni difensive sino all'offensiva del 23 maggio successivo quando la divisione prese la città di Cisterna e raggiunse Civitavecchia e poi Roma. Dopo poco la divisione attraversò il fiume Cecina per liberare Livorno il 19 luglio 1944 e continuò con la presa di Monte Belmonte nell'ottobre successivo, dopo i combattimenti sulla Linea Gotica. Dopo essere passati in Emilia per svernare, la 34ª il 15 aprile 1945 mosse i primi passi conquistando Bologna il 21 aprile, Parma e Reggio Emilia il 24 Aprile.
Durante la campagna in Nord Africa ed in Italia, la divisione ottenne il merito di 517 giorni totali di combattimento in prima linea, più di qualsiasi altra divisione dell'esercito degli Stati Uniti, oltre ad un totale di 611 giorni di combattimento. Durante la seconda guerra mondiale la divisione perse 3.737 uomini, ebbe 14.165 feriti e 3.460 dispersi. Nel gruppo vennero conferite 10 Medal of Honor, 98 Distinguished Service Cross, 1 Distinguished Service Medal, 1.153 Silver Stars, 116 Legion of Merit, 1 Distinguished Flying Cross, 2.545 Bronze Stars, 54 Soldier Medals, 34 Air Medals e 15.000 Purple Hearts. La 34th Infantry Division venne resa inattiva il 3 novembre 1945.

#### Comandanti
- Maggior generale Ellard A. Walsh (febbraio–agosto 1941)
- Maggior generale Russell P. Hartle (agosto 1941 – maggio 1942)
- Maggior generale Charles W. Ryder (maggio 1942 – luglio 1944)
- Maggior generale Charles L. Bolte (luglio 1944 - 1945)

### Nel dopoguerra

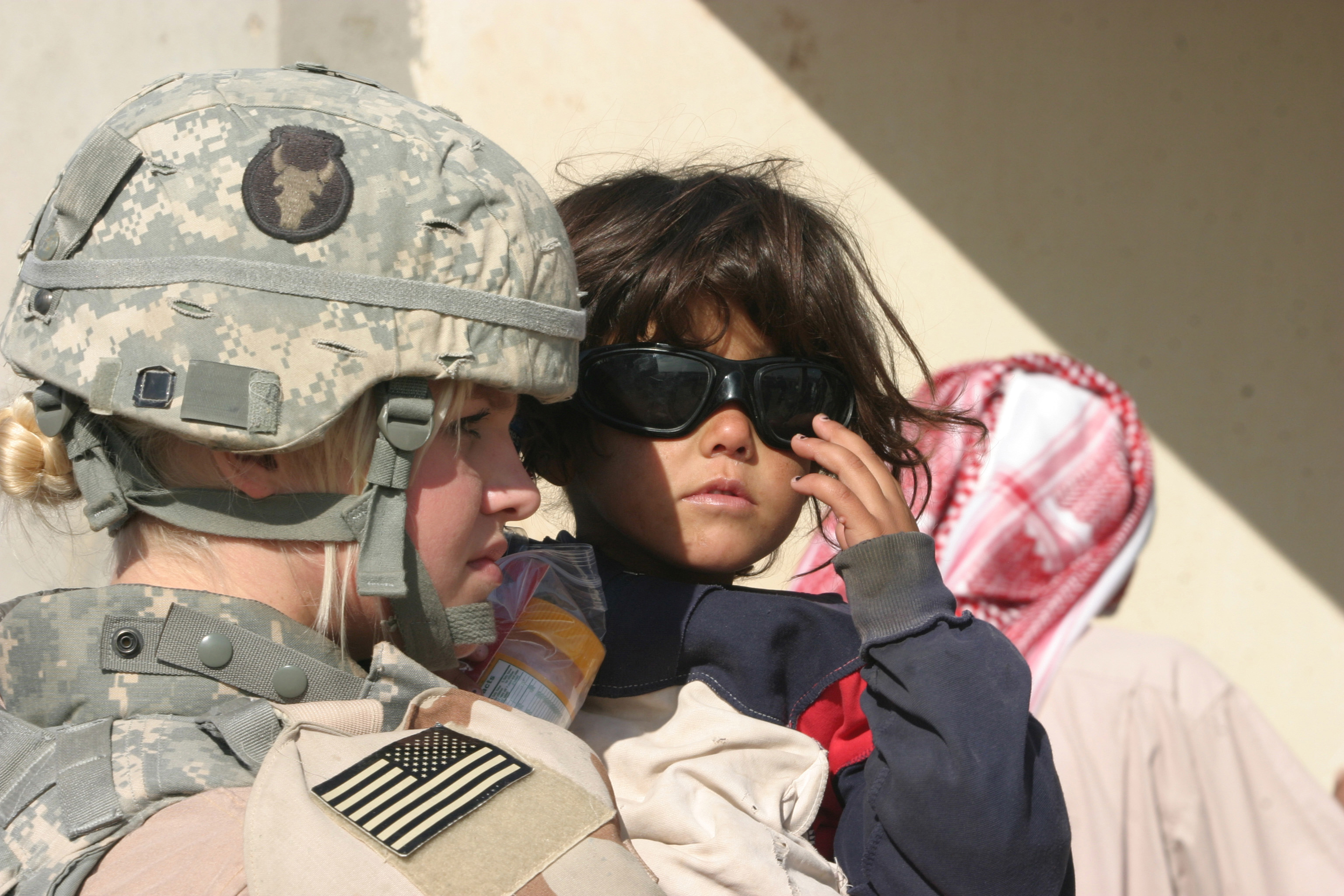
Una soldatessa della Red Bull con una bambina in Iraq.

Dopo il suo scioglimento nel 1945, la divisione venne riformata con i membri della guardia nazionale dello Iowa e del Nebraska nel 1946–7, per poi venire nuovamente sciolta nel 1963, venendo rimpiazzata in parte dalla 67th Infantry Brigade.
La divisione venne riattivata come National Guard division per il Minnesota e lo Iowa dal 10 febbraio 1991 nel cinquantesimo anniversario della sua attivazione federale per la seconda guerra mondiale. Al momento della sua riattivazione la divisione constava di una forza di 18.062 uomini.

### Operazioni in Afghanistan e Iraq
Negli anni 2000 la divisione ha impiegato circa 11.000 dei propri uomini per la lotta al terrorismo in Afghanistan durante l'Operazione Enduring Freedom e in Iraq nella Guerra in Iraq.

### Struttura attuale
La 34th Infantry Division consiste dei seguenti elementi:
- Main Command Post (MCP)
  - Special Troops Battalion (STB)

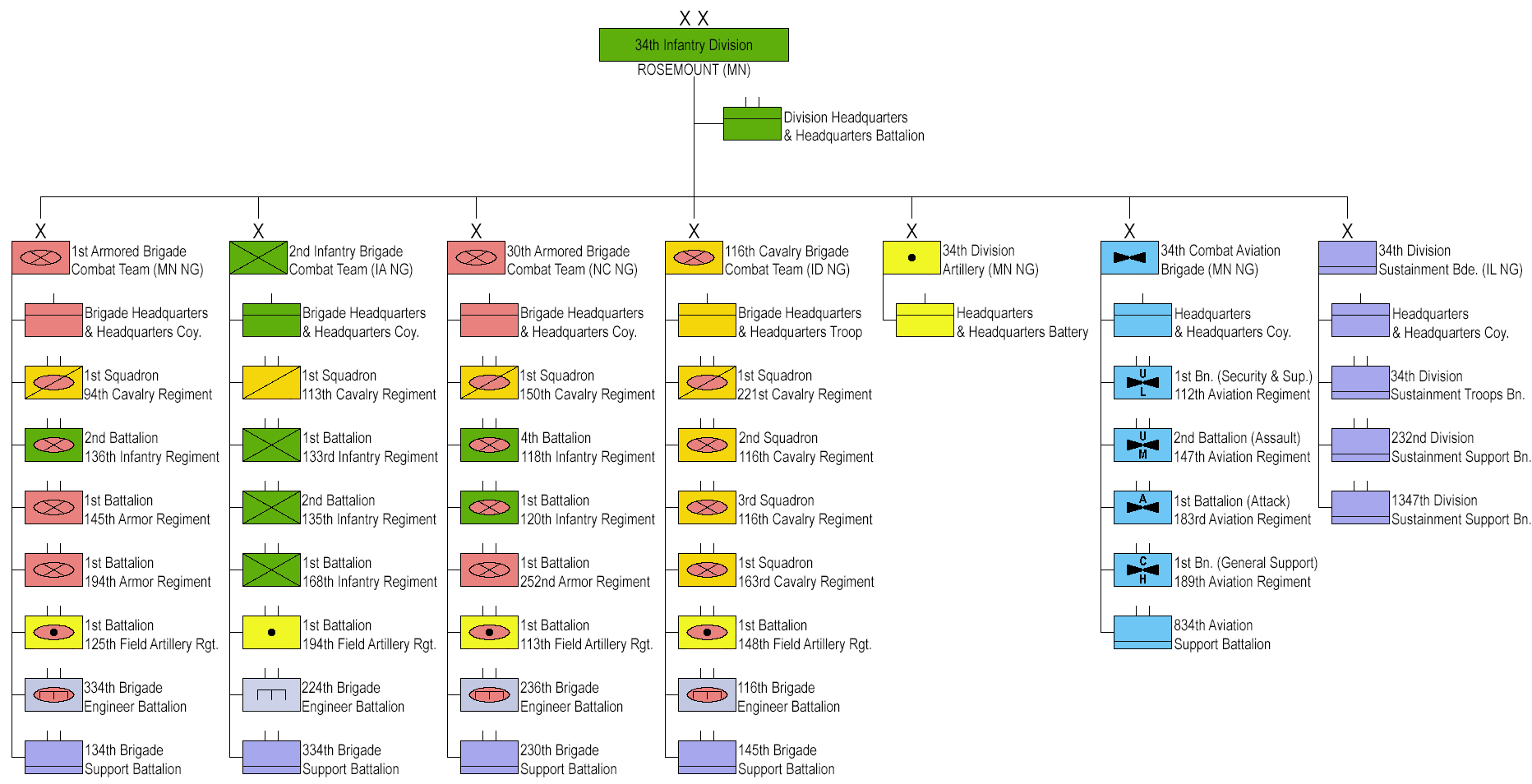
Struttura della 34th Infantry Division

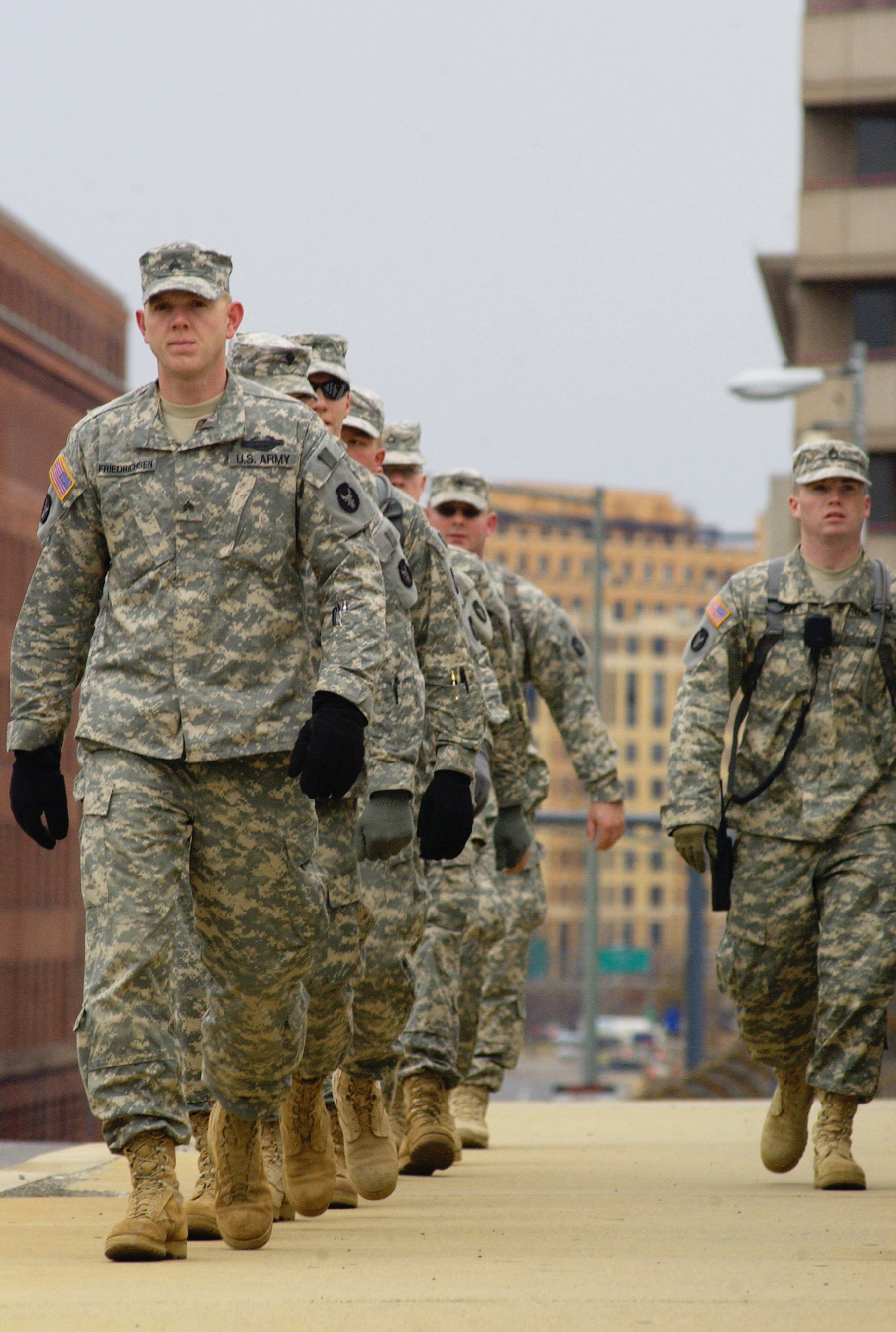
Soldati della 34th Infantry Division

- 1st Heavy Brigade Combat Team, (MN NG)[1]
  - 1st Brigade Special Troops Battalion
  - 1st Squadron, 94th Cavalry Regiment (Armored Recon)
  - 1st Battalion, 194th Armor Regiment (Combined Arms)
  - 2nd Battalion, 136th Infantry Regiment (Combined Arms)
  - 1st Battalion, 125th Field Artillery Regiment
  - 134th Brigade Support Battalion
- 2nd Infantry Brigade Combat Team, (IA NG)
  - 2nd Brigade Special Troops Battalion
  - 1st Squadron, 113th Cavalry Regiment (RSTA), (IA NG)
  - 1st Battalion, 133rd Infantry Regiment, (IA NG)
  - 1st Battalion, 168th Infantry Regiment, (IA NG)
  - 2nd Battalion, 135th Infantry Regiment, (MN NG)
  - 1st Battalion, 194th Field Artillery Regiment
  - 334th Brigade Support Battalion
- 32nd Infantry Brigade Combat Team, (WI NG)
  - 32nd Brigade Special Troops Battalion
  - 1st Squadron, 105th Cavalry Regiment (RSTA)
  - 2nd Battalion, 127th Infantry Regiment
  - 1st Battalion, 128th Infantry Regiment
  - 1st Battalion, 120th Field Artillery Regiment
  - 132nd Brigade Support Battalion
- 116th Cavalry Brigade Combat Team, (ID NG)
  - 116th Brigade Special Troops Battalion
  - 2nd Squadron, 116th Cavalry Regiment (Armored Recon), (ID NG)
  - 1st Squadron, 163rd Cavalry Regiment (Combined Arms), (MT NG)
  - 3rd Squadron, 116th Cavalry Regiment (Combined Arms), (OR NG)
  - 1st Battalion, 148th Field Artillery Regiment, (ID NG)
  - 145th Brigade Support Battalion, (ID NG)
- Combat Aviation Brigade, 34th Infantry Division, (MN NG)
  - Headquarters & Headquarters Company
  - 1st Battalion, 113th Aviation Regiment (Support & Security) (ND NG)
  - 2nd Battalion, 147th Aviation Regiment (Assault), (MN NG)
  - 1st Battalion, 183rd Aviation Regiment (Attack), (ID NG)
  - 1st Battalion, 189th Aviation Regiment (General Support) (MT NG)
  - 834th Aviation Support Battalion, (MN NG)

### Unità unite
- 115th Fires Brigade (WY NG)
  - 1st Battalion, 121st Field Artillery Regiment (WI NG)
  - 1st Battalion, 147th Field Artillery Regiment (SD NG)
  - 1st Battalion, 151st Field Artillery Regiment (MN NG)
  - 2nd Battalion, 300th Field Artillery Regiment (WY NG)
  - E Battery, 151 Field Artillery Regiment (TAB) (MN NG)
  - 960th Brigade Support Battalion (WY NG)
  - 148th Signal Company (WY NG)
- 141st Maneuver Enhancement Brigade (ND NG)
- 157th Maneuver Enhancement Brigade (WI NG)
- 67th Battlefield Surveillance Brigade (NE NG) (unito)
  - 1st Squadron, 134th Cavalry Regiment (R&S) (NE NG)
  - 1167th Brigade Support Company
  - 250th Military Intelligence Battalion (CA NG)
  - 67th Signal Network Support Company (MT NG)
- 347th Regional Support Group (formalmente 34th Division Support Command)
  - Headquarters and Headquarters Company
  - 147th Personnel Services Battalion
  - 347th Personnel Services Detachment
  - 34th Military Police Company
  - 257th Military Police Company
  - 114th Transportation Company
  - 204th Medical Company (Area Support)
  - 247th Finance Detachment
  - Service Battery, 1st Battalion, 214th Field Artillery Regiment (GA NG)
- Companies A and B, 2nd Battalion, 123rd Armor Regiment (KY NG)